# 에디 시브리언
에디 시브리언(Eddie Cibrian, 1973년 6월 16일~)은 미국의 배우이다.

## 출연 작품

### 드라마
- CSI 마이애미

### 영화
- 케이브